# Vitry-lès-Cluny
Vitry-lès-Cluny ist eine Commune déléguée in der französischen Gemeinde La Vineuse sur Fregande mit 80 Einwohnern (Stand: 1. Januar 2022) im Département Saône-et-Loire in der Region Bourgogne-Franche-Comté.  
Zum 1. Januar 2017 wurde die Gemeinde Vitry-lès-Cluny mit der Nachbargemeinden Donzy-le-National, Massy und La Vineuse zur Commune nouvelle La Vineuse sur Fregande vereinigt. Sie gehörte zum Arrondissement Mâcon und war Teil des Kantons Cluny.

## Geografie
Vitry-lès-Cluny liegt etwa zwölf Kilometer nordnordwestlich von Cluny. 

## Bevölkerungsentwicklung
| Jahr                      | 1962 | 1968 | 1975 | 1982 | 1990 | 1999 | 2006 | 2013 |
| Einwohner                 | 85   | 77   | 62   | 52   | 57   | 56   | 66   | 74   |
| Quelle: Cassini und INSEE |      |      |      |      |      |      |      |      |

## Sehenswürdigkeiten

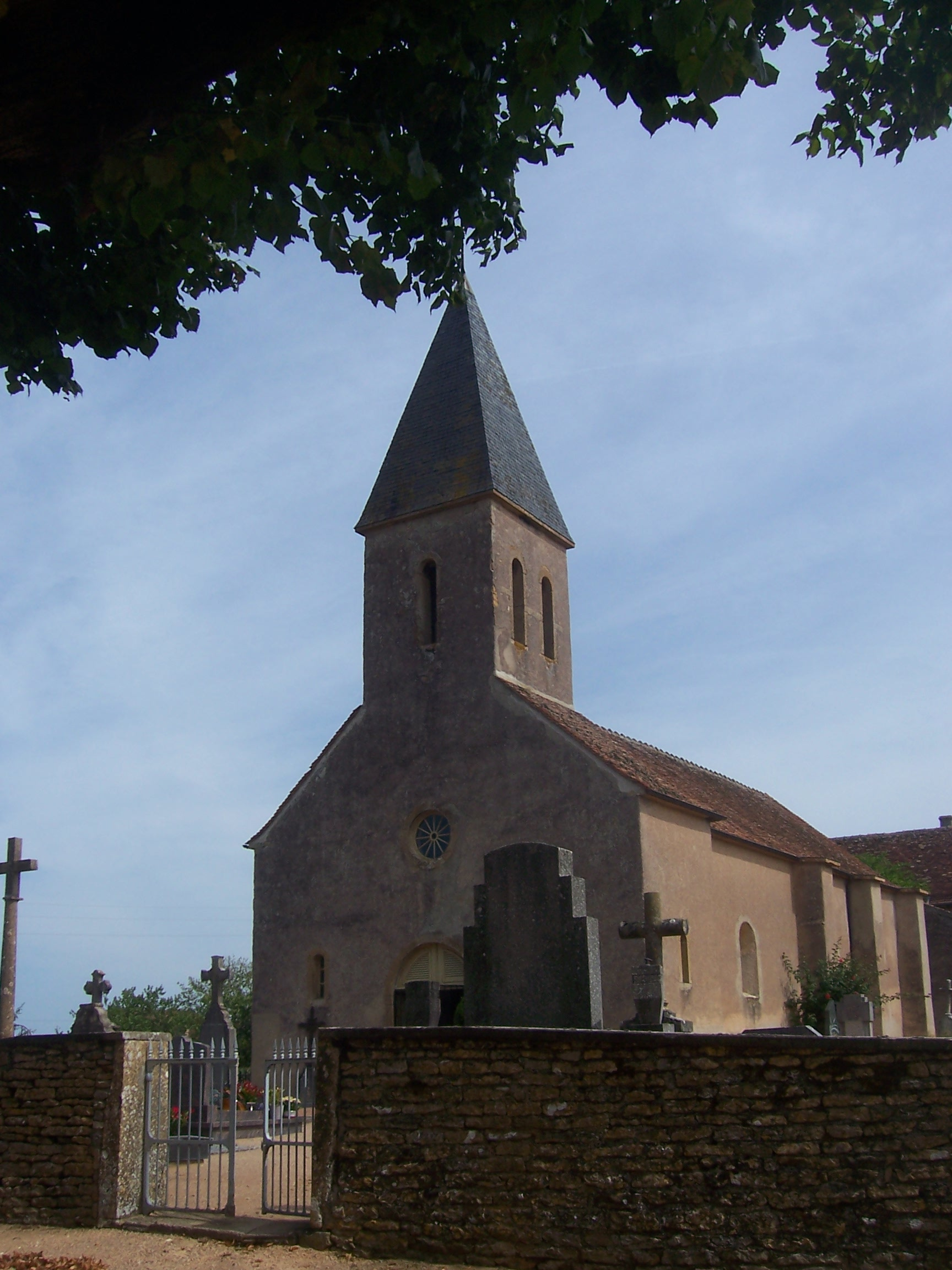
Kirche Saint-Blaise

- Prioratskirche Saint-Blaise